# Alfred Johnson
Pour les articles homonymes, voir Johnson.
Alfred Johnson (1846-1927) est un pêcheur américain qui en 1876 a réalisé sur un doris nommé Centennial la première traversée connue en solitaire de l’Atlantique.
Alfred Johnson est né au Danemark le 4 décembre 1846 (l’orthographe originale pourrait être Johannsen ou Jensen). Il émigra aux États-Unis et depuis environ 1869 travaillait comme pêcheur à Gloucester dans le Massachusetts. Afin de prouver à ses collègues pêcheurs dubitatifs qu’un homme seul pouvait rejoindre l’Angleterre, il décida de se lancer lui-même dans l’aventure. Il lui fallut deux ans pour réunir suffisamment d’argent pour acquérir une embarcation et les vivres suffisants.

## Son bateau
Le Centennial — le doris qu’il acheta avait 20 pieds de long (6,08 m) et une largeur de 5½ pieds (1,67 m) pour la partie la plus large et de 2½ (0,76 m) pour la plus étroite. Il était muni d’une dérive, de compartiments étanches, d’un mât, de quatre voiles et d’une ancre. Il partit avec environ 230 litres d’eau et comptait utiliser un taud pour récupérer l’eau de pluie. Il comptait suivre la route commerciale suivi par les steamers jusqu’à Liverpool, soit une distance d’environ 3 000 milles marins (5 500 km). Il nomma son doris Centennial (« centenaire » ou centième anniversaire) en référence au centième anniversaire de la déclaration d’indépendance américaine et il le peignit avec les couleurs du drapeau américain (bleu, rouge et blanc).

## La traversée
Alfred Johnson partit donc de Gloucester (42° 36′ N, 70° 40′ O) le 15 juin 1876 à 16h15. Le 22 juin il s’arrêta à Shag Harbour dans le sud de la Nouvelle-Écosse pour modifier ses lests car selon lui, ils perturbaient son compas. Après s’être reposé il repartit le 25 juin. Il croisa plusieurs bateaux qui proposèrent de l’aider pensant que c’était un naufragé. Le capitaine d’un navire allemand lui offrit des bouteilles de brandy. Le 7 juillet, il était localisé vers 41° 50′ N, 54° 00′ O le 19 juillet vers 39° N, 46° O. La distance moyenne qu’il parcourait en une journée était de 70 milles marins (130 km). Lors d’une tempête, une vague retourna son doris, il resta cramponné à celui-ci une vingtaine de minutes avant de pouvoir le redresser. Un navire dans les environs lui donna de la nourriture et de l’eau car une bonne partie de ses provisions avait disparu dans l’aventure. Le 7 août, un navire le croisa à moins de 200 km du sud de l’Irlande. Le 12 août, il débarqua à Abercastle (51° 57′ N, 5° 07′ O) au Pays de Galles où se trouve maintenant une plaque commémorative. Depuis son arrêt en Nouvelle-Écosse, la traversée avait duré 51 jours. Le 14 il repartit vers le nord car il voulait débarquer dans un port anglais. Le 18 la nouvelle de son succès fut publiée dans le journal local de Gloucester. Le 21 août il arriva finalement à Liverpool.

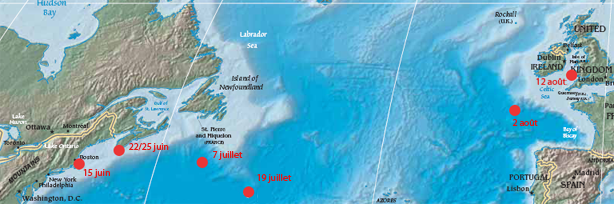
Différentes positions rapportées pendant la traversée.

Pendant plusieurs mois, lui et son doris firent de nombreuses expositions en Angleterre ou il racontait son histoire, ce qui lui permit de récolter un peu d’argent. Finalement, ils rentrèrent aux États-Unis à bord d’un steamer en février 1877. On le surnomma peu après « Alfred Centennial Johnson ». De retour à Gloucester, il devint capitaine d’un navire de pêche. Peu avant sa mort en 1927, il déclara à un journaliste qui lui demandait pourquoi il avait entrepris cette expédition : « I made that trip because I was a damned fool, just as they said I was » (« J’ai fait ce voyage car j’étais un maudit imbécile, exactement comme ils disaient que j’étais »).